# Achero Mañas
Achero Mañas est un réalisateur et acteur espagnol, né à Madrid le 5 septembre 1966.
Il est notamment connu pour avoir réalisé en 2000 El Bola, qui a obtenu 4 prix Goya et a été nommé meilleur premier film, meilleur scénario original, meilleur espoir masculin. Il a aussi reçu le prix de découverte Européenne et le prix OCIC lors des European Film Awards. 
Ce film est fait à la base d'enfant des rues qui jouent leur rôle habituel (ce n'était pas des acteurs professionnels).

## Filmographie

### Acteur
- 1981 : Las Aventuras de Enrique y Ana
- 1988 : El placer de matar de Félix Rotaeta
- 1992 : 1492 : Christophe Colomb de Ridley Scott
- 1993 : Les Voyous de Carlos Saura
- 1995 : Belmonte et "El Rey del Rio"
- 2005 : Crímenes ejemplares de Max Aub
- 2010 : Todo lo que tú quieras

### Réalisateur
- 1994 : Metro
- 1997 : Cazadores
- 1998 : Paraísos artificiales
- 2000 : El Bola
- 2003 : Noviembre
- 2004 : Blackwhite
- 2010 : Todo lo que tú quieras
- 2019 : Un mundo normal